# معجزه اقتصادی آلمان
اقتصاد آلمان پس از جنگ جهانی دوم به وضع بسیار وحشتناکی دچار شده بود. جنگ به همراه سیاست زمین سوخته هیتلر ۲۰درصد از کل ساختمان‌های مسکونی این کشور را نابود کرده بود.
تولید سرانه غذا در سال ۱۹۴۷ به تنها ۵۱درصد مقدار آن در سال ۱۹۳۸ کاهش یافته بود همچنین تولیدات صنعتی در سال ۱۹۴۷ تنها برابر یک سوم میزان آن در ۱۹۳۸ بود. علاوه بر آن درصد زیادی از مردان آلمانی که در سن کار قرار داشتند، کشته شده بودند.
هرچند که قیمت‌ها تحت کنترل بود و تقریباً نرخ تورم زیر ۳۰ درصد وجود داشت.
کنترل قیمت کالاهای غذایی باعث گردید که کمبود چنان شدید شود که برخی مردم شروع به کاشت محصولات غذایی برای خود کردند و دیگران در آخر هفته‌ها پیاده به نواحی روستایی می‌رفتند تا در آنجا به مبادله کالاهای خود با محصولات غذایی بپردازند.
اما چه چیزی این پدیده موسوم به معجزه را به وجود آورد؟ سه عامل عمده در این میان اثرگذار بودند. یکی رفرم پولی و دیگری حذف کنترل‌های قیمتی که هر دوی این‌ها در سال ۱۹۴۸ و در یک دوره چندهفته‌ای روی داد و دیگری کاهش نرخ‌های نهایی مالیاتی در سال‌های ۱۹۴۸ و ۱۹۴۹.

## شرایط قبل از معجزه اقتصادی
در سال ۱۹۴۸ دوازده سال بود که مردم آلمان تحت کنترل‌های قیمتی زندگی می‌کردند و نیز ۹ سال بود که از زمان آغاز جیره بندی غذا می‌گذشت.
در زمان جنگ، نازی‌ها کسانی را که آشکارا از کنترل‌های قیمتی تخطی می‌کردند به اعدام محکوم می‌نمودند
در نوامبر ۱۹۴۵ مرجع کنترل متفقین که توسط دولت‌های آمریکا، بریتانیا، فرانسه و اتحاد جماهیر شوروی تشکیل شده بود، با حفظ کنترل‌های قیمتی و جیره بندی که از سوی هیتلر و گورینگ وضع شده بودند موافقت کرد. آنها همچنین مانند نازی‌ها در صورت نیاز، منابع (از جمله نیروی کار) را تحت کنترل خود می‌گرفتند.
حجم پول موجود در اقتصاد آلمان (سکه و اسکناس به علاوه سپرده‌های دیداری) در ۱۹۴۷ پنج برابر میزان آن در ۱۹۳۶ بود اما قیمت‌ها در منطقه تحت کنترل آمریکا فقط ۳۱٪ افزایش یافته بود که این امر سبب کاهش عرضه کالاها شده بود.

## غرامت‌ها
علاوه بر موانع فیزیکی که اقتصاد آلمان غربی برای بازیابی اقتصادی باید برای آنها فائق می‌آمد، چالش‌های فکری نیز وجود داشت. متفقین دارایی فکری پرارزش، تمام اختراعات ثبت شدهٔ آلمان، چه در آلمان و چه در خارج را مصادره کردند و از آنها به منظور تقویت رقابتی بودن صنعتی شان از طریق واگذاری لایسنس آنها به شرکت‌های متفقین استفاده کردند. بلافاصله پس از تسلیم آلمان و دو سال پس از آن آمریکا برنامهٔ شدیدی به منظور جمع‌آوری همهٔ فوت و فن‌های علمی و فناورانه و همهٔ اختراعات ثبت شده را پی گرفت. به نوشته جان گیمبل، غرامت‌های فکری گرفته شده از سوی آمریکا و بریتانیا ارزشی بالغ بر ده میلیارد دلار داشته است. در طی دو سال اجرای این برنامه، هیچ پژوهش صنعتی نمی‌توانست در آلمان صورت بگیرد، چرا که هر نتیجه‌ای از آن به طور خودکار در دسترس رقبای خارجی بود که مقامات اشغالگر تشویقشان می‌کردند به همهٔ نهادها و مکتوبات دسترسی پیدا کنند.

## جدال احزاب
در همان زمان و حتی در زمان آلمان نازی روشنفکرانی بودند که معتقد به بازار آزاد بودند و همچنین با سیستم مالیات بر درآمد تصاعدی مخالفت می‌کردند. ویلهلم رپکه و لودویگ ارهارد از جمله اعضای این مکتب آلمانی بودند(Soziale Marktwirtschaft یا «بازار آزاد اجتماعی»). ویلهلم رپکه برای برطرف ساختن شرایط وحشتناکی که پس از جنگ به وجود آمده بود، از اصلاح واحد پول به گونه‌ای که حجم پول بتواند با مقدار کالاها همخوانی داشته باشد و نیز از لغو کنترل‌های قیمتی طرفداری می‌کرد. وی بر این باور بود که برای پایان دهی به تورم سرکوب شده به هر دوی این کارها نیاز بود. رفرم پولی به تورم پایان می‌داد و حذف کنترل‌های قیمتی سرکوب آنها را به پایان می‌رساند.
از سوی دیگر حزب سوسیال دموکرات (SPD) خواهان حفظ کنترل‌های اعمال شده بر قیمت‌ها بود. کسانی که با این نظر SPD موافقت می‌کردند، رهبران اتحادیه‌های کارگری، مقامات انگلیسی، اغلب گروه‌های ذی‌نفع تولیدی در آلمان غربی و برخی از مقامات آمریکایی بودند. اما سرانجام در یکشنبه ۲۰ ژوئن ۱۹۴۸ دست به اصلاح واحد پول زدند. طبق این ایده بنیادی قرار بود که تعداد بسیار کمتری از مارک آلمان (DM) که واحد پول قانونی جدید بود، جایگزین مارک رایش گردد. از این طریق عرضه پول به شکل چشمگیری کاهش پیدا می‌کرد به گونه‌ای که حتی با کنترل قیمت‌ها که از آن به بعد به مارک آلمان بیان می‌شدند، کمبود کمتری روی می‌داد. اصلاح واحد پول بسیار پیچیده بود و ثروت خالص بسیاری از افراد به میزان قابل توجهی کاهش پیدا کرد. نتیجه خالص این امر، کاهش ۹۳درصدی عرضه پول بود.
در همان یکشنبه، شورای اقتصادی دو منطقه‌ای آلمان با اصرار لودویگ ارهارد حکم لغو محدودیت از قیمت‌ها را تصویب کرد که به ارهارد اجازه می‌داد که کنترل‌های قیمتی را از میان بردارد. ارهارد تابستان آن سال از اقتصاد آلمان نازی زدایی کرد و محدودیت‌های مربوط به سبزیجات، میوه، تخم مرغ و تقریباً تمامی کالاهای تولیدی لغو گردید حداکثر قیمت بسیاری از کالاهای دیگر نیز به نحو چشمگیری افزایش یافت (همان پول. داغ) و بسیاری از کنترل‌های باقی‌مانده نیز دیگر اعمال نمی‌شدند
دولت همراه با رفرم پولی و حذف کنترل‌های اعمال شده بر قیمت‌ها نرخ‌های مالیاتی را کاهش داد. نرخ مالیات بر درآمد شرکت‌ها که بین ۳۵ تا ۶۵درصد متغیر بود، در نرخ ۵۰درصد تثبیت شد. در ۱۹۵۰ نرخ نهایی مالیات برای آلمانی‌های دارای درآمد متوسط برابر با ۱۸درصد بود
پس از ۱۹۴۸ رشد تولید با فراز و نشیب‌هایی ادامه پیدا کرد. در ۱۹۵۸ نرخ سالانه تولید صنعتی بیش از ۴برابر مقدار آن در شش ماه پیش از تغییر واحد پول در ۱۹۴۸ بود. همچنین تولید سرانه صنعتی بیش از ۳برابر افزایش یافته بود. در مقابل، اقتصاد کمونیستی آلمان شرقی در رکود به سر می‌برد